# Flöz

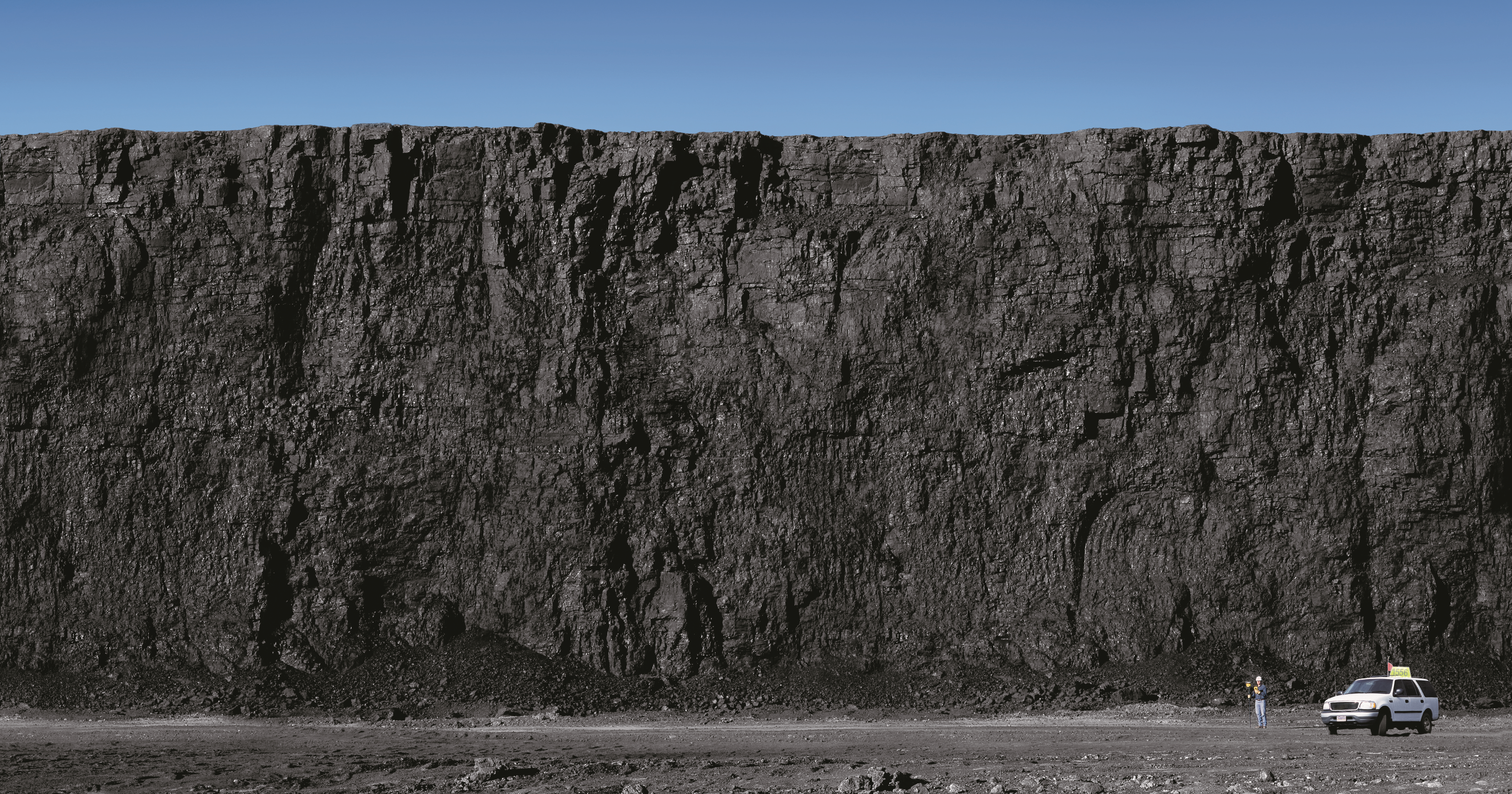
25 m hohes kreidezeitliches Steinkohleflöz im Tagebau North Antelope Rochelle (Powder River Basin)

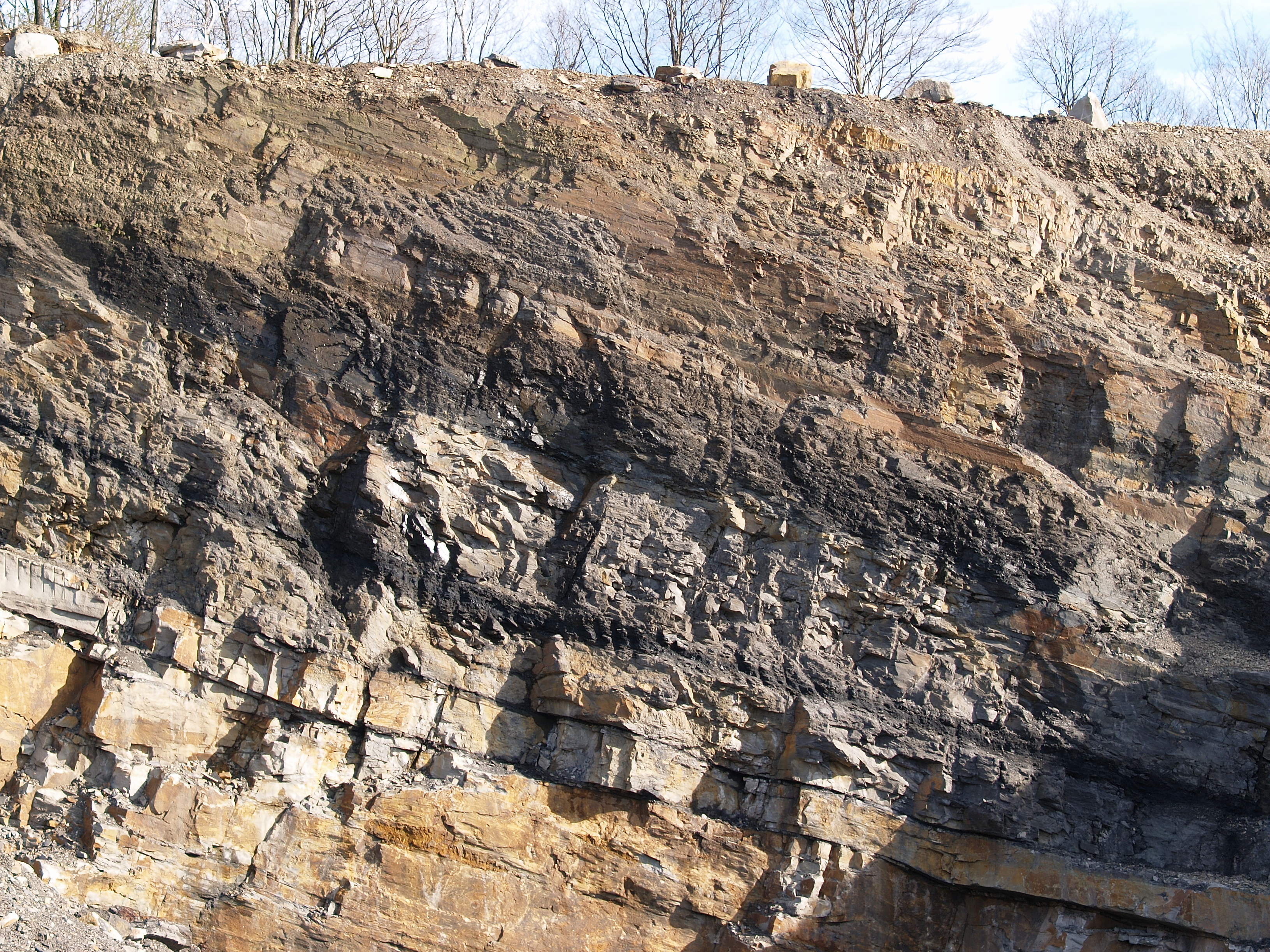
Geringmächtige karbonzeitliche Steinkohleflöze in einem Steinbruch südlich der Ruhr bei Wetter

Ein Flöz, auch als Flötz oder Fletz bezeichnet, ist ein plattenförmiges Lager oder eine Lagerstätte eines Rohstoffes, die parallel zur Gesteinsschichtung verläuft. Flöze sind sedimentär entstandene, ausgedehnte Lagerstätten. Flöze gehören wie Lager zu den geschichteten Lagerstätten. Sie haben auch bei einer geringen Mächtigkeit stets eine große Ausdehnung in der Fläche. Flöze enthalten wirtschaftlich wichtige Stoffe (z. B. Erz, Salz oder Kohle) oder bestehen ganz aus ihnen. Die Mächtigkeit eines Flözes ist variabel. Die räumliche Lage eines Flözes im Gebirge ist durch sein Fallen und Streichen festgelegt.

## Grundlagen
Der Name Flöz ist nach Grimm verwandt mit dem althochdeutschen flaz, was soviel wie flach bedeutet. Nach den älteren Bergrechten durfte eine Lagerstätte nur dann als Flöz bezeichnet werden, wenn ihr Einfallen weniger als 20 Grad betrug. Flöze können auf das Nebengestein aufgelagert oder in das Nebengestein eingelagert sein. Aufgelagerte Flöze sind beispielsweise Torfflöze oder Raseneisensteinflöze. Bei eingelagerten Flözen ist das Alter der überlagernden Schichten und des Flözes stets unterschiedlich. Das Flöz ist jünger als sein Liegendes und älter als die überlagernden Schichten. Flöze haben das gleiche Streichen und Fallen wie die sie umgebenden Gebirgsschichten. Die Gesteinsschichten, in denen sich die Flöze befinden, bezeichnet der Bergmann als Flözgebirge. Dieses Flözgebirge ist ein Schichtgebirge, das auf dem sogenannten Urgebirge und Übergangsgebirgen lagert. Es hat, je nach Region und Rohstoff, eine Ausdehnung von mehreren tausend Quadratkilometern. Auch die einzelnen Flöze können eine sehr große Erstreckung in der Fläche haben. So erstreckt sich beispielsweise das Flöz Mausegatt im Ruhrrevier über eine Fläche von 2000 Quadratkilometern. Im Gegensatz dazu bezeichnet der Bergmann das Schichtenpaket, in dem sich keine Flöze befinden, als Flözleeres. Auf Flözen betriebenen Bergbau bezeichnet man als Flözbergbau. Im Untertagebau wird der abgebaute Bereich (unter anderem) eines Flözes als Alter Mann bezeichnet. Das Absacken oder Einbrechen dieses Hohlraumes kann zu Tagesbrüchen führen.

## Entstehung
Flöze sind durch die großflächige Ablagerung von Lockermaterialien auf dem bereits bestehenden Untergrund entstanden. Es gibt Flöze, die durch die Ablagerung von großen Mengen organischer Reste entstanden sind, wie z. B. Torf oder Kohlenflöze. Die Ansammlung dieser organischen Reste bezeichnet man als Verwitterungslager, das darunter liegende Gestein bezeichnet man als Bett. Andere Flöze entstehen durch das Ausscheiden von Metallen aus stark eisenhaltigen Gewässern, wie beispielsweise beim Raseneisenerz. Im Laufe der Zeit werden die Flöze von aufgeschwemmten Lockermassen oder vulkanischen Gebirge bedeckt. Unter dem Druck und der Temperaturerhöhung des überlagerten Materials durchläuft das im Flöz abgelagerte Material einen Umwandlungsprozess. Das aufgelagerte lockere Sediment wird bei weiterer Überdeckung zu festem Sedimentgestein umgewandelt. Im Laufe der Zeit nehmen Flöze dann an sämtlichen Umformungen des Nebengesteins teil. Durch Biegungen der Gesteinsschichten kann es zu Lagerungsstörungen und durch seitlichen Druck können scharfe Faltungen kommen. Sowohl die im Liegenden der Flöze befindlichen Gesteinsmassen als auch die aufgelagerten Gesteinsmassen können später in die Flöze hineinragen.

## Kohlenflöze
In einigen Kohlenrevieren gibt bzw. gab es bis zu 200 Flöze, die zum Teil bauwürdig und zum Teil unbauwürdig sind. Je nach Anzahl und Abstand der einzelnen Flöze zueinander beträgt die Schichtdicke des Flözgebirges bis zu 2800 Meter. Die Mächtigkeit der Flöze liegt zwischen wenigen Zentimetern bis zu mehreren Metern. Es gibt Steinkohlenflöze mit einer Mächtigkeit von über acht Metern und Braunkohlenflöze mit bis zu 60 Metern Mächtigkeit. Sehr dünne Flöze bezeichnet der Bergmann als Zwischenflöze. Aus der Anzahl der Flöze und deren jeweiligen Mächtigkeit sowie der Mächtigkeit des Kohle führenden Schichtenpakets ergibt sich die Flözdichte. Die Qualität der Kohlen und die Kohlenarten sind dabei von Flöz zu Flöz unterschiedlich, jedoch bleiben Qualität und Arten bei jedem Flöz über die Fläche stets gleich. Die Steinkohlenformation wird auch als Carbon bezeichnet. Das Flözleere besteht aus einer Schichtenfolge von Schiefertonen, Sandsteinen und Grauwacke. Fängt ein Kohlenflöz Feuer, spricht man von einem Flözbrand. Die Kohlenflöze im Ruhrbergbau werden durch Stollenzechen und Schachtzechen erschlossen.